# Самбук, Иоганн
Иоганн Самбук (лат. Johannes Sambucus), или Янош Жамбоки (венг. Zsámboky или Sámboki János; 1531—1584) — венгерский гуманист, врач, картограф, философ, филолог-латинист и поэт; советник и историограф императоров Максимилиана II (в 1564—1576 гг.) и Рудольфа II. Его называли венгерским «полигистором» (универсалом).
Написал «Жизнеописания римских императоров» и «Историю Венгрии от Матьяша до Максимилиана II»; много переводил с древнегреческого на латинский язык. Собрал большую часть выпущенных до правления Матьяша (XV век) законов и издал их приложением к историческому труду Бонфини (1581), — что в истории Венгрии стало первым печатным собранием венгерских законов. Автор популярной в Европе книги по эмблематике, оказавшей сильное влияние на многих, включая Шекспира; связывал эмблемную символику с иероглифами и египетскими мистериями. Стал первым венгерским автором, чьи произведения были переведены на французский, а затем и на английский языки.
Книжная коллекция Самбука легла в основу собрания рукописей Австрийской национальной библиотеки.

## Биография
Родился в Надьсамбате (ныне Трнава, Словакия). Получил университетское образование в Германии, Франции и Италии. В Германии обучался у Меланхтона (1497—1560) и Жакоба (Яна) Штурма (1489—1553), во Франции общался с Петром Рамусом (1515—1572). Получив медицинский диплом в Падуе в 1555 году, он пробыл за границей ещё несколько лет, особенно в Париже, затем вернулся на родину — предположительно ок. 1560 года — и поселился в Вене, практикуя врачевательство.)
Был приглашён ко двору Максимилиана II и возведён в ранг императорского советника и придворного историографа (1564). На этом посту он остался при Рудольфе II, став одним из его приближённых («рудольфинцев»). Стоял в стороне от политики, поддерживая авторитет Габсбургов, что отразилось в его речи на смерть Фердинанда (1564). Отличался религиозной толерантностью и считался лютеранином. Занимался классической филологией и историей, расширил комментарии к истории Венгрии, написанной А. Бонфани. Дружил с венским придворным библиотекарем Блотиусом.
Занимался ботаникой и сотрудничал с Клузиусом. Одобрял систему Коперника.
Тратил большие суммы денег, главным образом, на сбор собственной большой библиотеки, для которой приобрёл многочисленные рукописи неизвестных до тех пор древнегреческих и древнеримских писателей. Также страстно собирал монеты и другие предметы искусства.
Получил европейскую славу — благодаря книге по эмблематике «Emblemata cum aliquot nummis antiqui operis» (1564), напечатанной антверпенским типографом Платеном, другом Самбука и многих других рудольфинцев. Этот труд оказал большое влияние на многих, в том числе на Шекспира, после упоминания в сочинении Джефри Уитни (1548—1601). В эмблемной символике Самбук видел глубокий смысл, олицетворение самой природы. Угадывал он и связь эмблематики с иероглифами и египетскими мистериями, то есть эзотерический смысл символа.
Умер от сердечного приступа в Вене 13 июня 1584 года в возрасте 53-х лет.

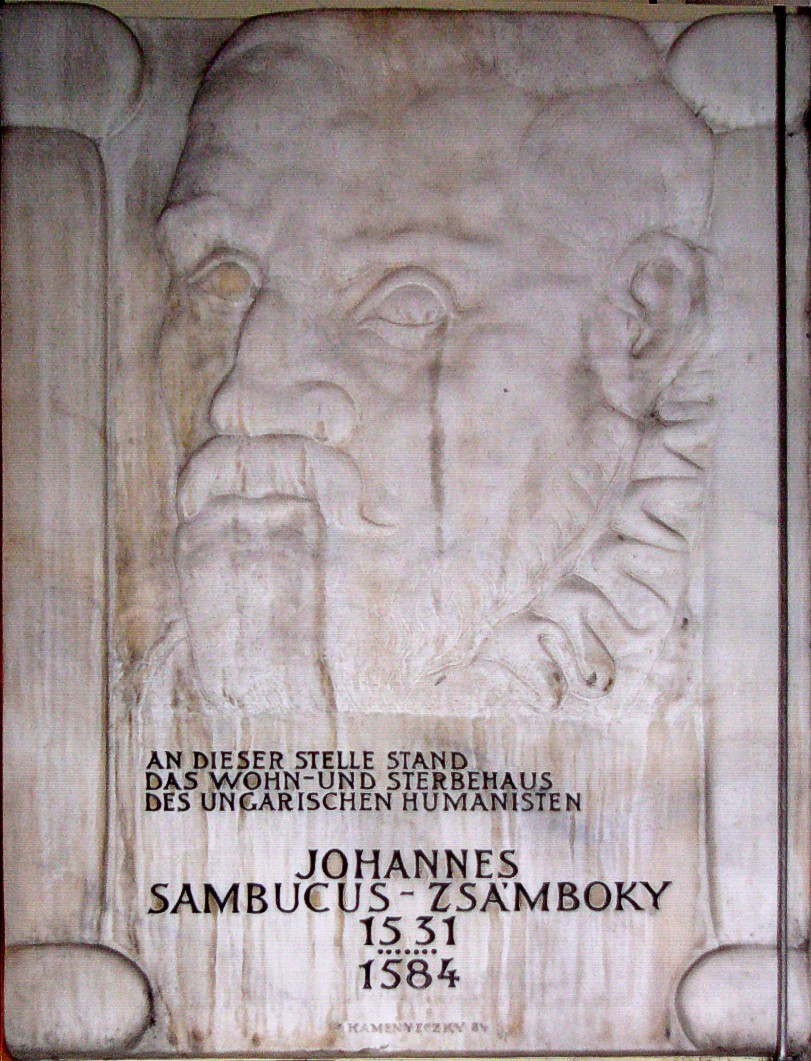
Мемориальная доска в Вене

## Сочинения и труды
Список его литературных, медицинских и исторических трудов очень велик. Некоторые из них:
- «De expugnatione arcis Temesvári» (1552)
- «Rerum ad Agriam… gestarum narratio» (1552)
- «De obsidione Zigethi anno… narratio» (1556)
- 4 диалога «De imitatione Ciceronis» (1561)[6]
- «Emblemata cum aliquot nummis antiqui operis» (Антверпен, 1564) — эмблематический сборник[англ.]
- «Icones veterum aliquot ac recentium Medicorum Philosophorumque» (Антверпен, 1574)

Издал:
- труды Яна Паннония (1434—1472), который считается первым венгерским поэтом;
- «Notae ad Lucianum» (1561)[6];
- сочинение Горация «Ars poetica» (1564)[6];
- сочинение Петрония (1565);
- сочинение Плавта (1566);
- эротические письма Аристенета (1566);
- сочинение ДиогенаЛаэртского (1566);
- историческую хронику Евнапия (1568);
- подготовил полное издание «Истории», посвящённой венгерскому королю Матьяшу, итальянского историка А. Бонфини[англ.] («Historia Pannonica: Sive Hungaricarum Rerum Decades IV»; 1568; гугл-скан изд. 1690);
- «Деяния Диониса» Нонна (1569);
- переиздал «Аттилу» Каллимаха Буонаккорси.

### Эмблематический сборник
Некоторые страницы из эмблематического сборника «Emblemata cum aliquot nummis antiqui operis» (Антверпен, 1564)

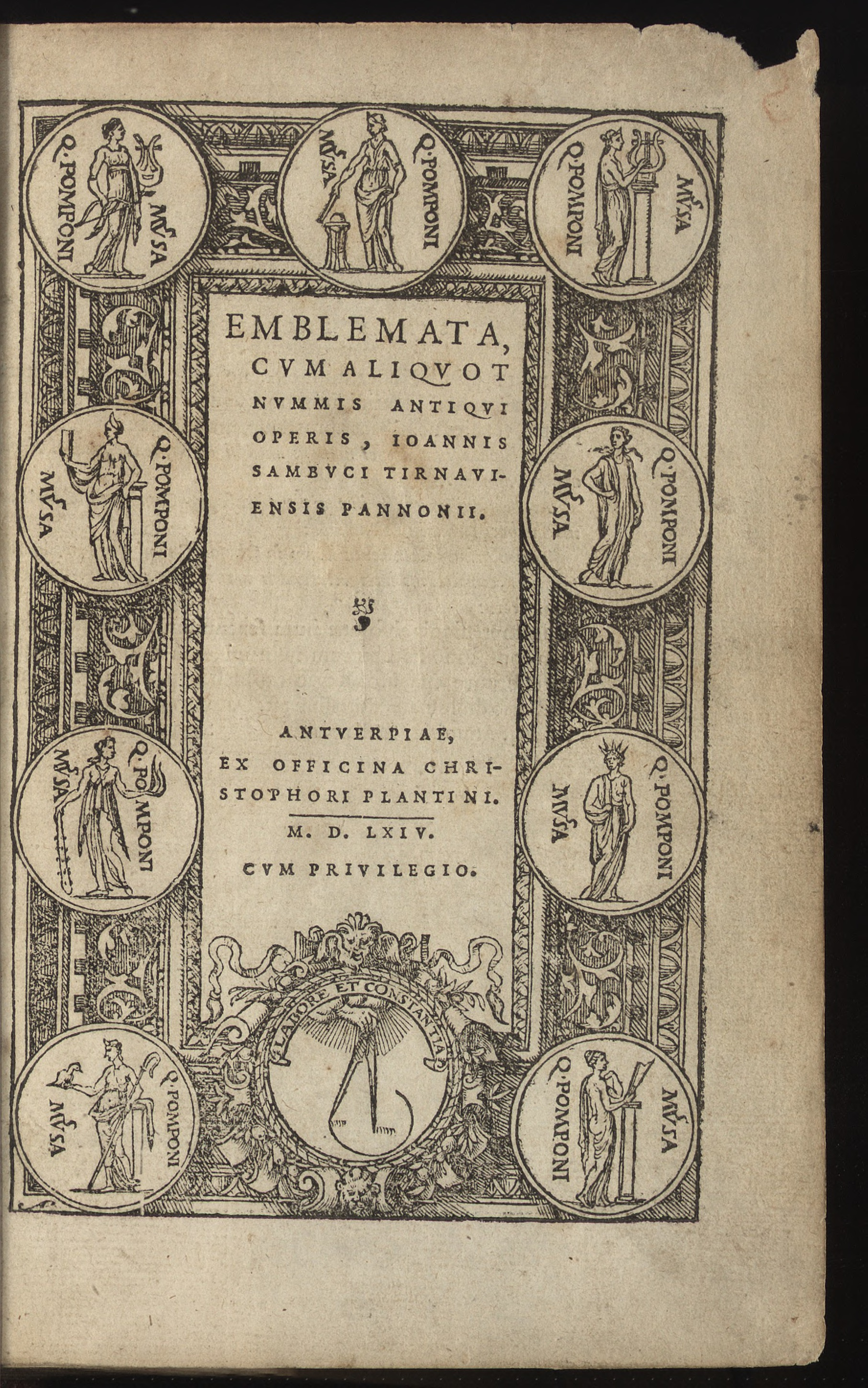
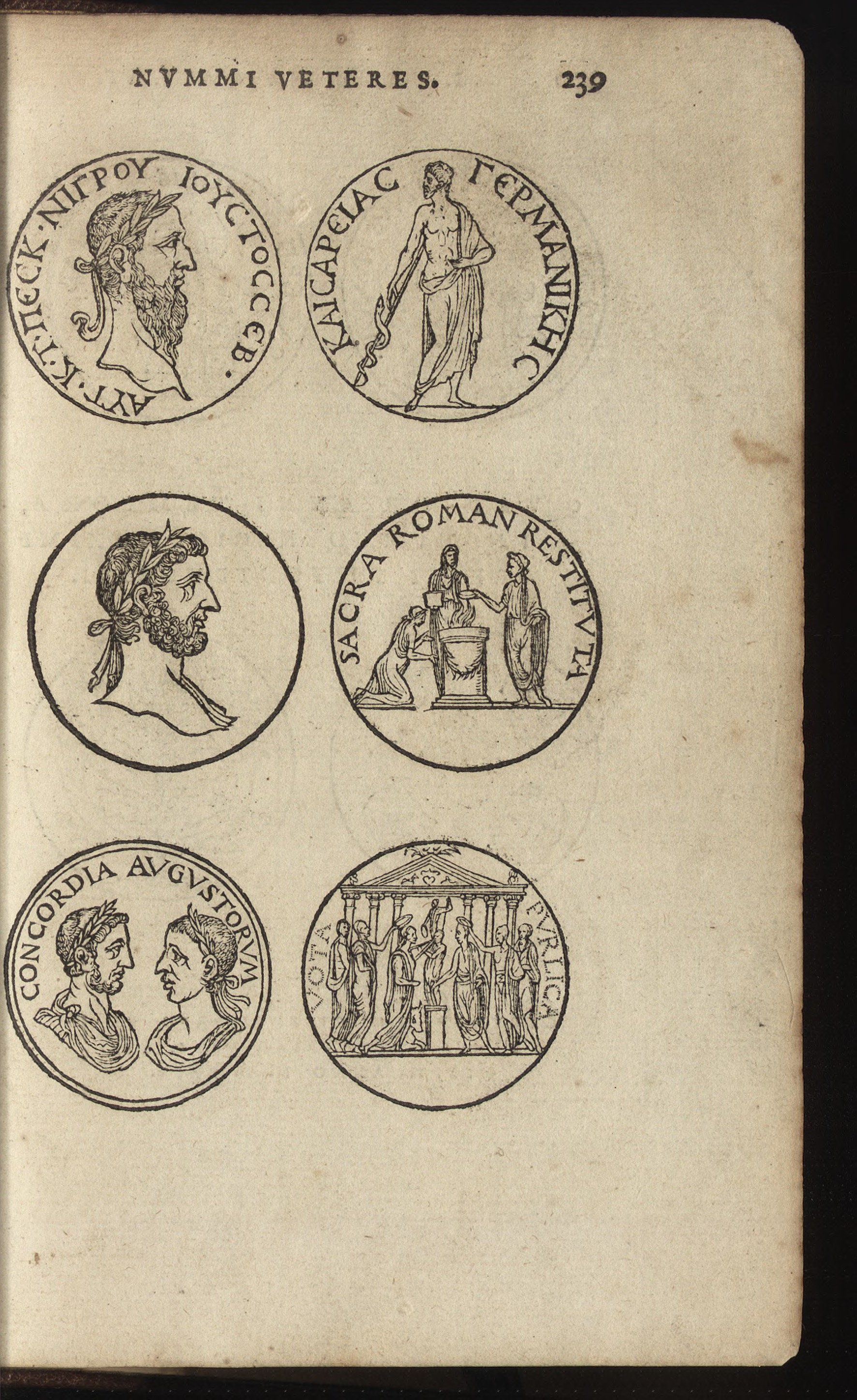
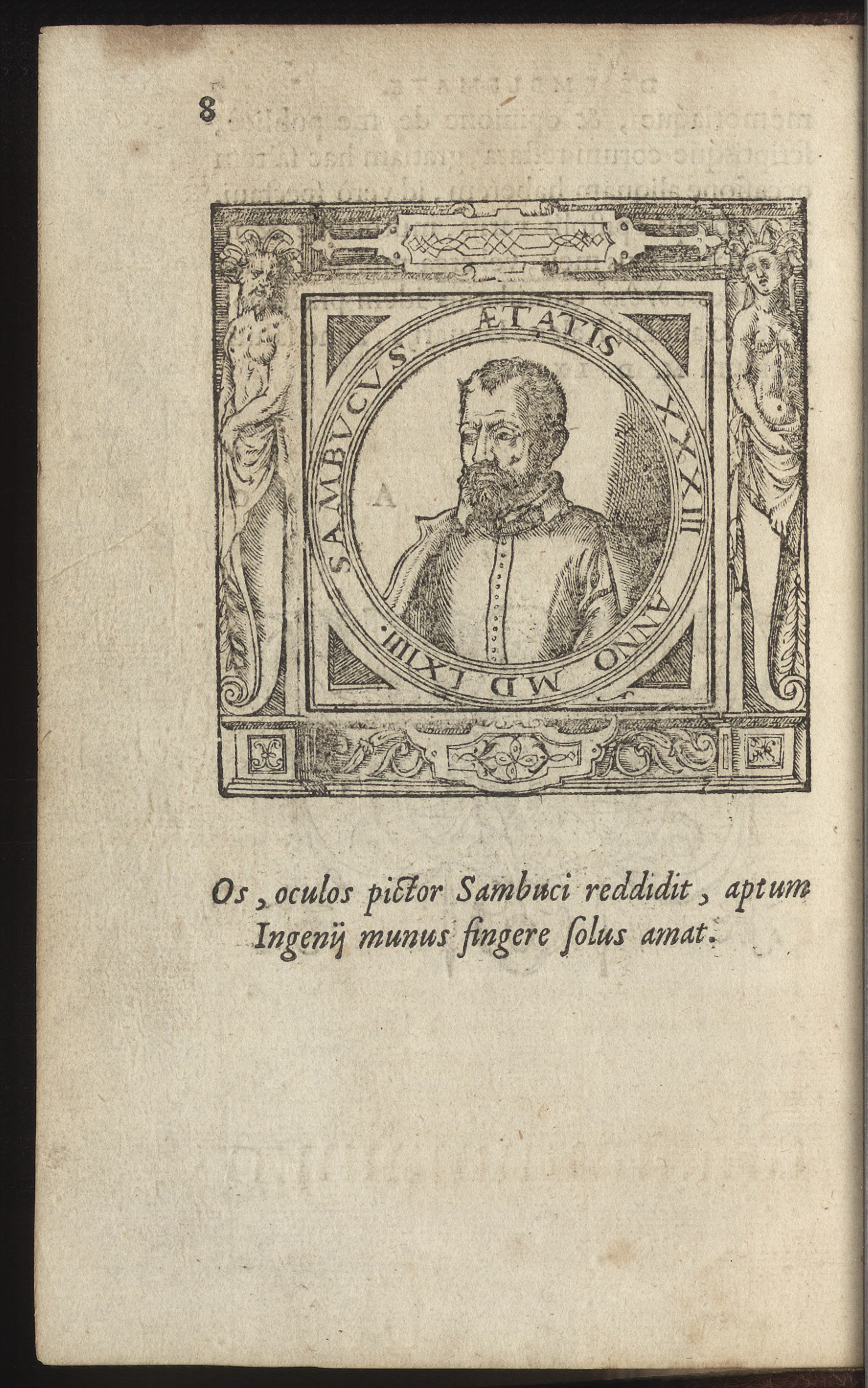
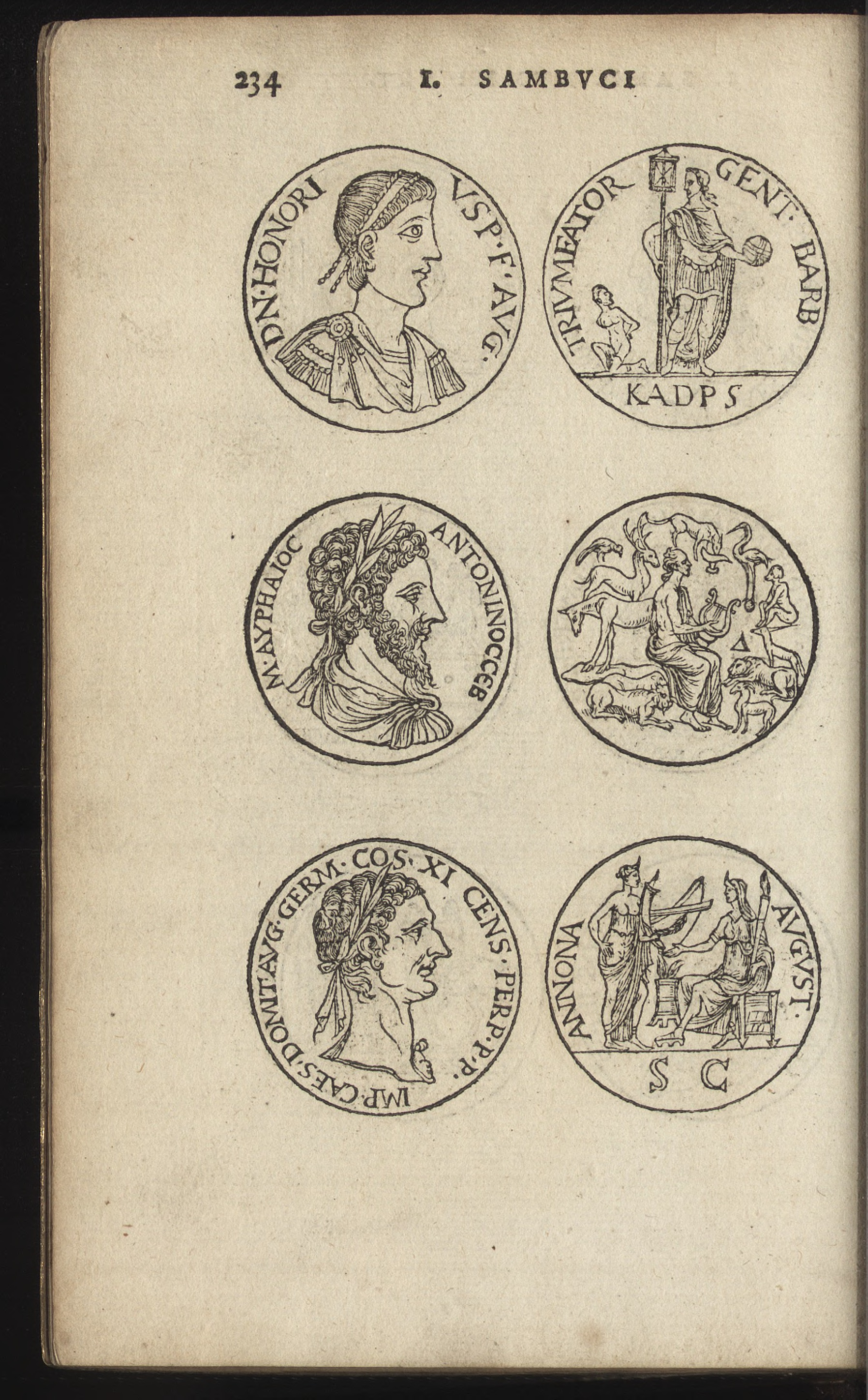
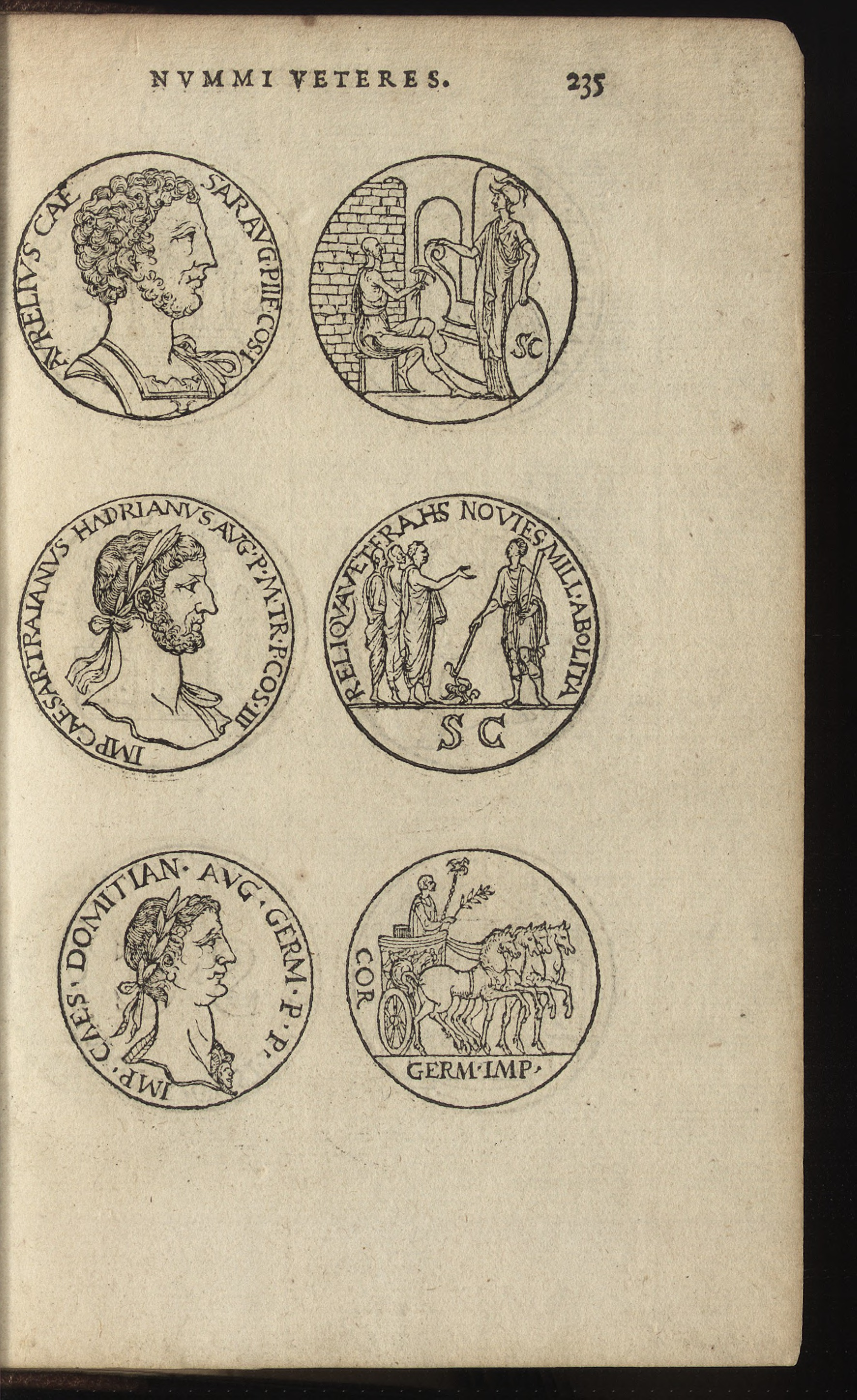
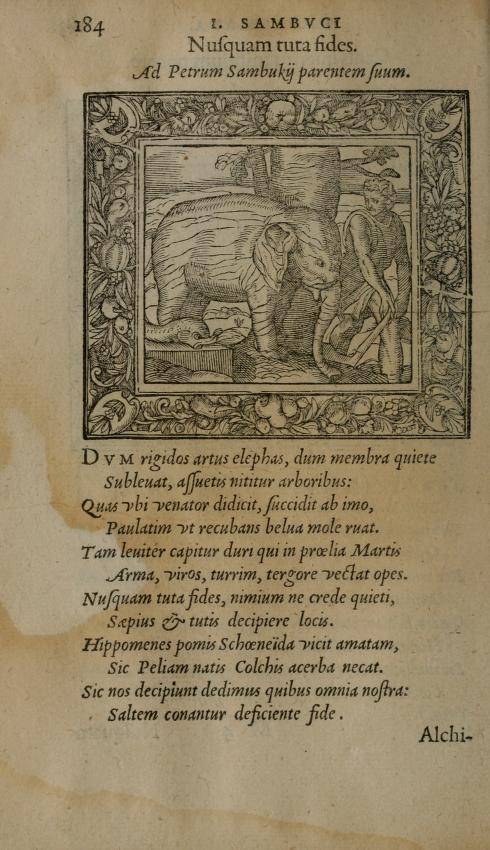
«Nusquam Tuta Fides» («Нигде нельзя быть уверенным в безопасности»)

### Картография

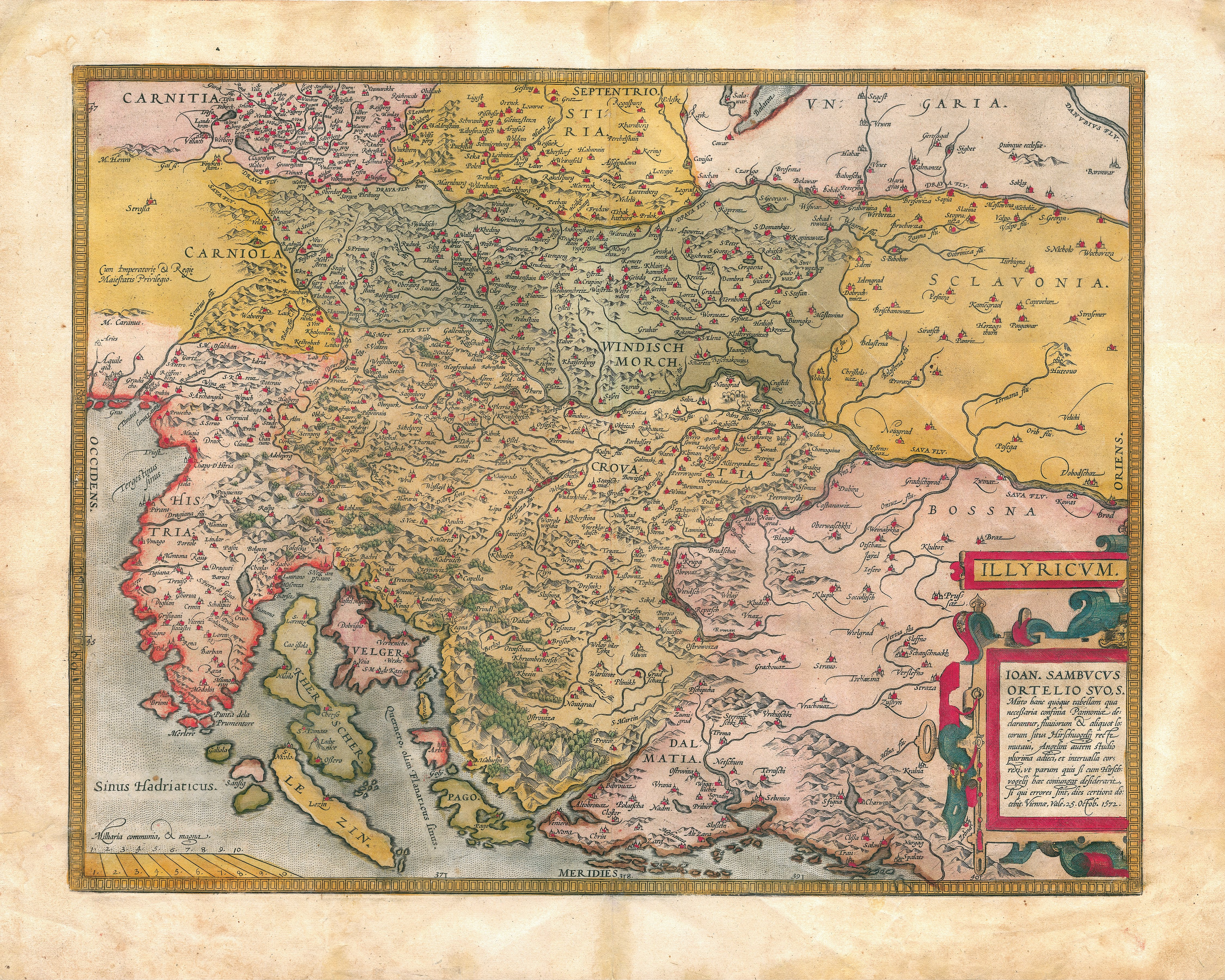
Карта римской провинции Иллирик (1572)
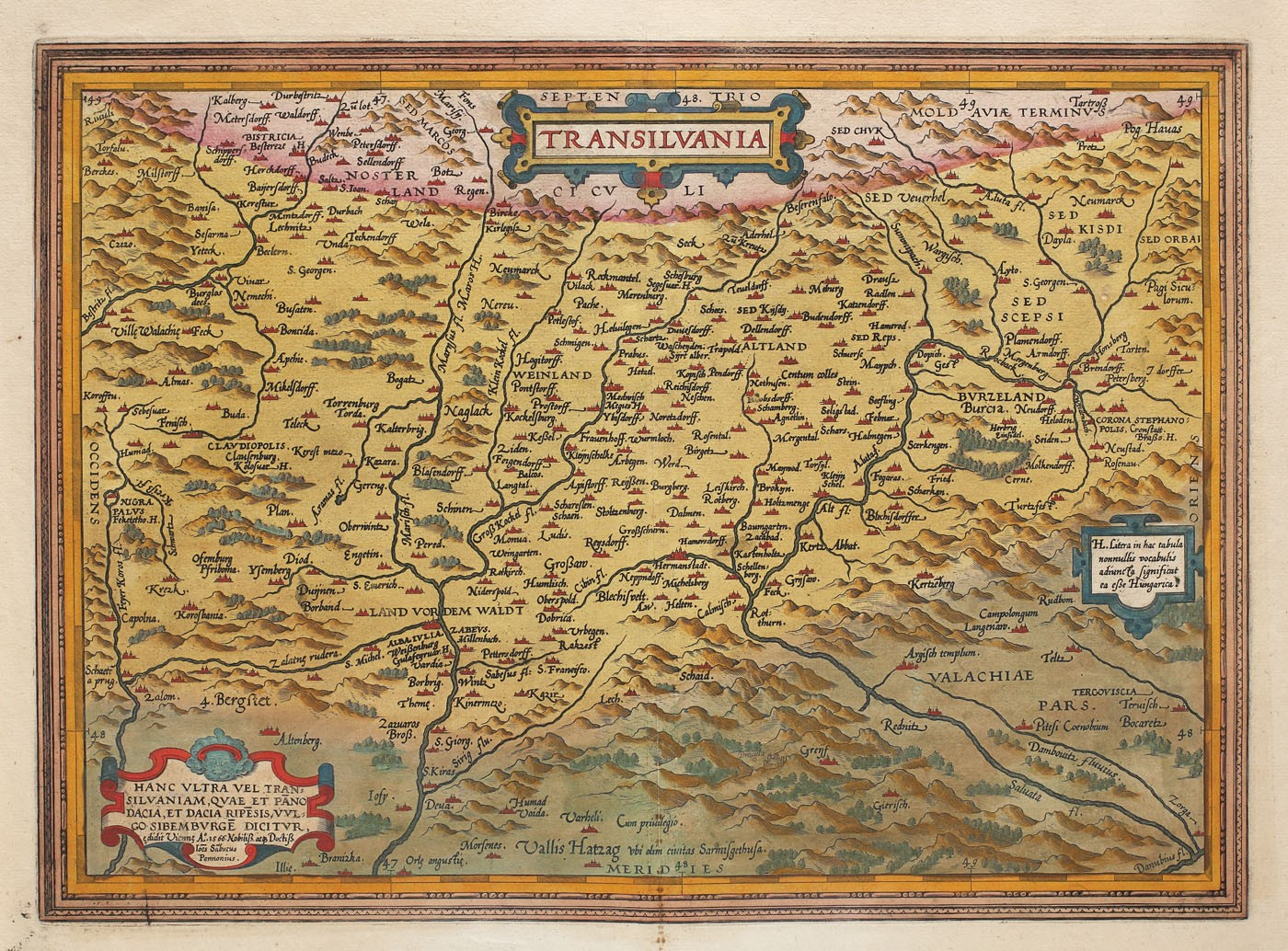
Карта Трансильвании (1575)
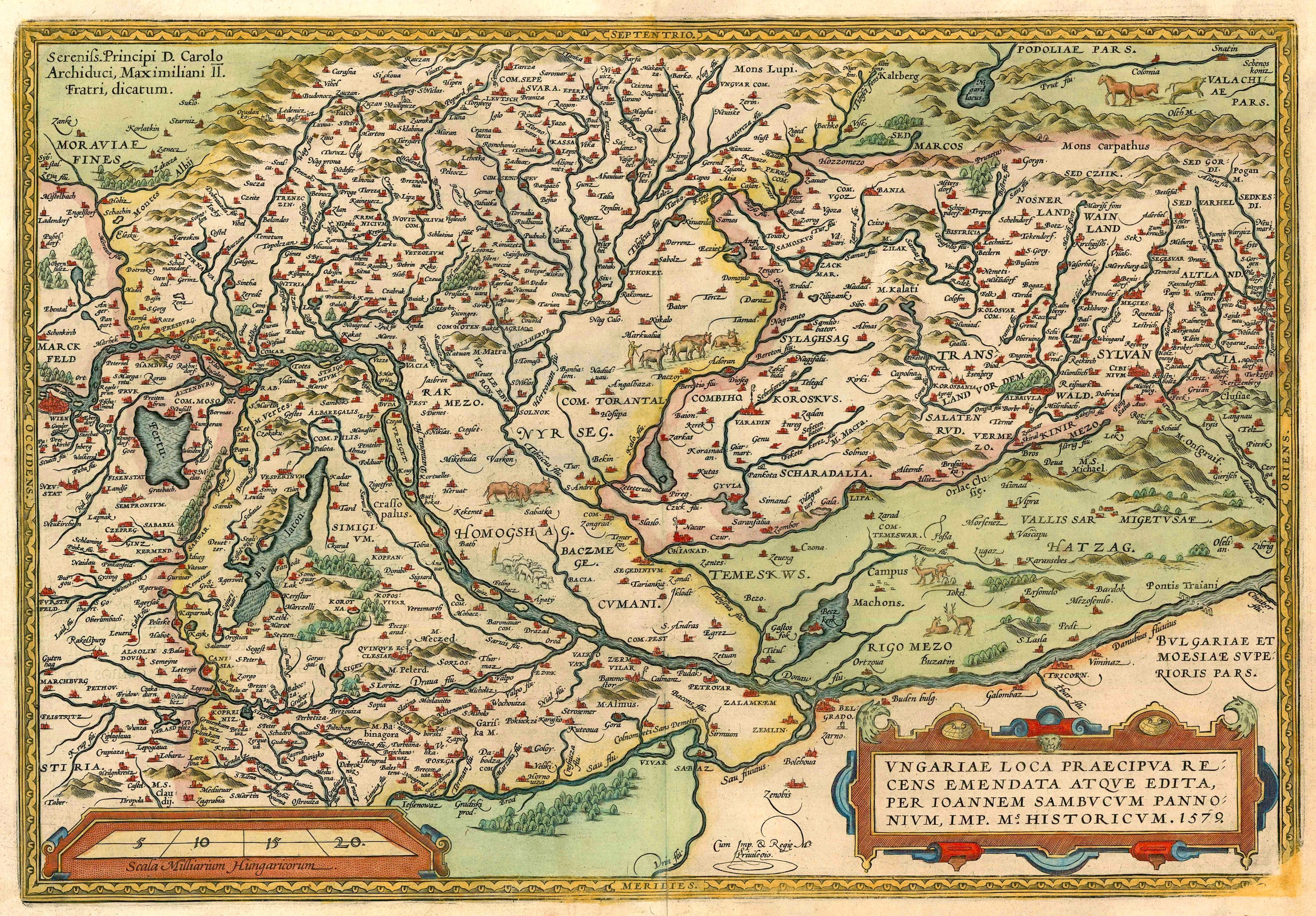
Карта Венгрии (1578)
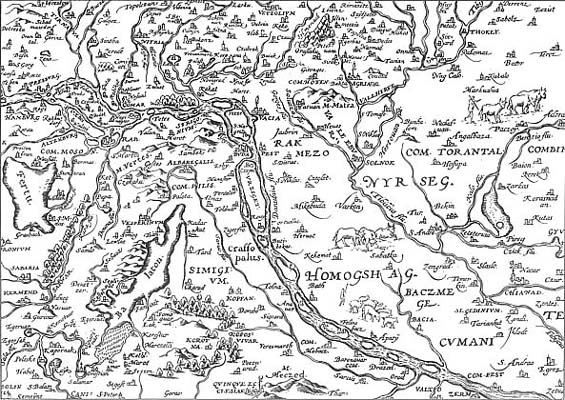
Карта Венгрии